# Карлос Камени
Вижте пояснителната страница за други личности с името Камени.
Идрис Карлос Камени (на латиница Idriss Carlos Kameni) е камерунски футболист, роден на 18 февруари 1984 г. в Дуала. Играе на поста вратар. Носител е на златен медал от Олимпиадата в Сидни през 2000 г. Най-добър африкански вратар за сезон 2006/2007. Брат му Матурин Камени също е вратар, бивш национал.

## Клубна кариера
На шестнадесет години Камени преминава от футболната академия Каджи Спортс във френския Льо Авър. За четири години не успява да се пребори за титулярното място и след престой под наем в Сент Етиен, където не записва нито един мач, отива в испанския Еспаньол. Преди това пропада негов трансфер в английския Болтън Уондърърс, защото му е отказана работна виза. Още на втората си година в Еспаньол Камени се превръща в титуляр. През сезон 2005/2006 титуляр в първенството е Горка Ирасос, а Камени започва мачовете за Купата на краля, спечелена от отбора. Следващият сезон е обратното – Камени е титуляр в първенството, а Ирасос в турнира за Купата на УЕФА, където Еспаньол стига до финал. През сезон 2008/2009 Камени се забърква в два скандала. Първо след една тренировка почти се стига до бой между него и напсувал го фен, а през месец май се сбива със съотборника си Грегори Беранже, също след тренировка. Въпреки тези прояви тои започва титуляр в 37 от 38 мача в Примера дивисион, а освен това подобрява клубния рекорд на сънародника си Томас Нконо за най-много минути без допуснат гол – 497.

## Национален отбор
Карлос Камени добива известност през 2000 г. едва на шестнадесетгодишна възраст, когато става най-младият състезател, печелил футболния турнир на Летни олимпийски игри и е с основна заслуга за триумфа, след като изиграва страхотни мачове на полуфинала и финала, съответно срещу Чили и Испания. Камени е част от националния отбор на Камерун, който участва на Купата на африканските нации през 2002 (шампион), 2004, 2006, 2008 (финалист) и 2010 г. и е титуляр в последните три турнира. През 2002 и 2010 г. е в състава на Камерун на Световното първенство и докато първият път очаквано е резерва заради младата си възраст, през 2010 г. изненадващо Камени остава на скамейката за сметка на Сулейману Халиду. През 2003 г. е титуляр в турнира за Купата на конфедерациите и играе финал.

## Успехи
Еспаньол
- Купа на краля
  - Носител: 2006
- Купа на УЕФА
  - Финалист: 2007

 Камерун
- Летни олимпийски игри
  - Златен медалист: 2000
- Купа на африканските нации
  - Носител: 2002
  - Финалист: 2008
- Купа на конфедерациите
  - Финалист: 2003

 Африка
- Най-добър африкански вратар
  - Първо място: 2006/2007
  - Второ място: 2005/2006